# Centre dramatique national de l'océan Indien
Le Centre dramatique national de l'océan Indien est une institution théâtrale de l'île de La Réunion, département d'outre-mer français dans le sud-ouest de l'océan Indien. Il a pour salle de théâtre principale le théâtre du Grand Marché, 2 rue du Maréchal-Leclerc à Saint-Denis, le chef-lieu.
Par arrêté du 1er juillet 2018 le label « Centre dramatique national » a été attribué au centre.